# Franziska Schöpfer
Franziska Schöpfer, född 1763, död 1836, var en tysk konstnär. Hon är känd för sina miniatyrporträtt. Hon är representerad vid Nationalmuseum. 